# Лизумская волость
Ли́зумская волость (латыш. Lizuma pagasts) — одна из четырнадцати территориальных единиц Гулбенского края Латвии. Находится на Трапенской равнине Северо-Латвийской низменности и частично в Верхнегауйском понижении Видземской возвышенности на северо-востоке страны.
Граничит с Леясциемской, Тирзской, Друвиенской и Ранкской волостями своего края.
Наиболее крупные населённые пункты Лизумской волости: Лизумс (волостной центр), Грушли, Гужилас, Коланги, Велена, Веленмуйжа.
По территории волости протекают реки: Азанда, Гауя, Госупе, Сеце, Уриексте.
Крупные водоёмы: пруд Леяс.
Наивысшая точка: 182,1 м.
Национальный состав: 88,2 % — латыши, 5,2 % — русские, 2,5 % — поляки, 1,8 % — украинцы, 1,7 % — белорусы.
Волость пересекают автомобильные дороги Гулбене — Смилтене, Алуксне — Эргли, Цесвайне — Тилдери и железнодорожная линия Рига — Вецуме (пассажирское движение прекращено в 1999 году).

## История
В XII веке земли нынешней Лизумской волости входили в состав латгальской исторической области Талава. В дальнейшем они оказались во владении Рижского архиепископа (XIII век), отходили к Польше (XVI век), Швеции (XVII век) и Российской империи (XVIII век). На территории волости в XIX веке находилось Лизумское поместье, а также Цепльское, Пиетское и Веленское полупоместья.
В Лизумском поместье, первоначально принадлежавшем роду Тизенгаузенов, работали спиртзавод, пивоварня, ликёрная фабрика, 3 мельницы и кирпичный завод.
В 1935 году территория Лизумской волости Цесисского уезда составляла 119 км², в ней проживало 1791 человек.
После Второй мировой войны были организованы несколько колхозов, позднее объединившиеся в колхоз «Спарс», ставший в 1992 году обществом с ограниченной ответственностью и ликвидированный в 1993 году.
В 1945 году в волости были образованы Лизумский и Веленский сельские советы. В 1949 году произошла отмена волостного деления и Лизумский сельсовет входил в состав Гауенского (1949—1956) и Гулбенского (после 1956) районов.
В 1951 году к Лизумскому сельсовету был присоединён ликвидированный Веленский сельсовет. В 1960 году — территория колхоза «Спарс» Синолского сельсовета. В 1977 году — часть ликвидированного Синолского сельсовета.
В 1990 году Лизумский сельсовет был реорганизован в волость. В 2009 году, по окончании латвийской административно-территориальной реформы, Лизумская волость вошла в состав Гулбенского края.
После 2010 года в волости находились 19 экономически активных предприятий, Лизумская средняя школа, Лизумская волостная библиотека, Дом культуры, амбулатория, аптека, 2 почтовых отделения, лесное хозяйство.